# Gunnar Jansson (politiker)
Gunnar Jansson, född 25 juni 1944 i Korpo, åländsk politiker, juris kandidat vid Helsingfors universitet (1969)  (Liberalerna på Åland). 
- Förste vice talman Ålands lagting 5.12.2007-2011
- Talman Ålands lagting 1.11.2007-28.11.2007
- Ledamot av Finlands riksdag 1983-2003
- Ledamot av Ålands lagting 1991-1995, 2007-2015
- Vicehäradshövding vid Åbo hovrätt 1976-

Gunnar Jansson blev 1983 vald till Ålands riksdagsman i Finlands riksdag där han satt i 20 år, fram till 2003. Från och med 2007 är Gunnar vice talman i Ålands lagting.
2009 utnämndes Gunnar Jansson till Riksdagsråd av Republiken Finlands President.